# Делор, Жак Антуан Адриан
Жак Антуан Адриен Делор (фр. Jacques Antoine Adrien Delort; 1773—1846) — французский военный деятель, дивизионный генерал (1814 год), барон (1811 год), пэр Франции (1837 год), участник революционных и наполеоновских войн.
Имя генерала выбито на Триумфальной арке в Париже.

## Биография
Родился в семье торговца тканями. Отец хотел, чтобы Жак стал нотариусом и дал ему хорошее школьное образование (в отставке генерал переводил латинских поэтов). В 1789 году вступил в Национальную гвардию Арбуа. 15 августа 1791 года начал военную службу в 4-м батальоне волонтёров Юры. 15 июня 1793 года был назначен адъютантом генерала Обри. В 1795 году был определён в резерв и вернулся в родной Арбуа. 21 октября 1797 года возвратился к активной службе с назначением капитаном в 24-й кавалерийский полк. Сражался в Италии, 26 марта 1799 года отличился в сражении при Вероне. 29 марта 1799 года прямо на поле битвы при Пастренго был произведён в командиры эскадрона. 21 января 1800 года переведён в 22-й кавалерийский полк, размещённый в Швейцарии, и принял участие в кампании 1800 года под началом генерала Монсея.
29 октября 1803 года получил звание майора, и назначен заместителем командира 9-го драгунского полка. В этой должности участвовал в Австрийской кампании 1805 года. 8 октября заменил полковника Мопти, тяжело раненого в сражении при Вертингене, на посту командира полка. 2 декабря при Аустерлице был дважды ранен казаками и сломал запястье при падении с лошади, убитой под ним.
8 мая 1806 года повышен в звании, и стал командиром 24-го драгунского полка, дислоцированного в Италии. В конце 1808 года назначен с полком в состав Армии Испании, отличился при штурме Пон-дю-Руа, где захватил 25 орудий. 25 февраля 1809 года ранен пулей в правую ногу в стычке при Вальсе. 10 февраля 1810 года получил сабельное ранение при Више. 9 апреля нанёс поражение вражеской колонне при Виллафранка, а при штурме Таррагоны захватил 700 пленных, губернатора города и несколько генералов. 15 января 1811 года ранен несколькими сабельными ударами в сражении при Вальсе. 21 июля 1811 года получил чин бригадного генерала. 25 октября действуя под командованием маршала Сюше отличился в сражении при Сагунте. 2 июня 1812 года во главе 1500 солдат провёл блестящее отступление от Кастальи. 30 октября 1813 года возглавил всю кавалерию Арагонской армии.
9 января 1814 года возвратился во Францию, и присоединился к Великой Армии Наполеона, в которой возглавил бригаду лёгкой кавалерии в составе дивизии генерала Пажоля. В сражении при Монтро 18 февраля был ранен пулей в руку. Через восемь дней был произведён в дивизионные генералы и назначен командиром 2-й дивизии тяжёлой кавалерии 2-го кавалерийского корпуса.
При первой реставрации Бурбонов отказался присягнуть королю и 1 сентября 1814 года вышел в отставку. Во время «Ста дней» присоединился к Императору и 19 мая возглавил 3-ю кавалерийскую дивизию Рейнской армии. 3 июня встал во главе 14-й кирасирской дивизии 4-го кавалерийского корпуса генерала Мийо. 16 июня ранен саблей в правую руку в сражении при Линьи. 18 июня при Ватерлоо был дважды ранен и потерял трёх лошадей, убитых под ним.
15 августа 1815 года определён в резерв и 1 января 1820 года вышел в отставку. После Июльской революции 1830 года возвратился на военную службу и 6 августа был назначен командующим 8-го военного округа в Марселе. 28 октября 1830 года — член Палаты депутатов от департамента Юра, генеральный советник департамента. 17 марта 1831 года — генеральный инспектор 5-го, 6-го и 18-го военных округов. 6 апреля 1831 года — командующий 3-го военного округа в Меце. 5 июля 1831 года вновь избран депутатом от Юры. 20 апреля 1832 года — адъютант короля Луи-Филиппа. 22 апреля 1832 года — командующий 7-го военного округа в Лионе. 1 июля 1833 года вышел в отставку со всех военных постов.
11 апреля 1834 года вновь стал адъютантом короля Луи-Филиппа. 16 ноября 1836 года вошёл в состав королевской комиссии по обороне. 3 октября 1837 года получил титул пэра Франции. 26 июля 1838 года был назначен генеральным инспектором военных школ Сен-Сир и Сен-Жермен.

## Личная жизнь
В старости проживал в родном Арбуа, женился 16 ноября 1829 года в возрасте 56 лет на вдове мэра соседнего Шампаньоля Марии-Жозефине (фр. Marie Joséphine Sophie Pianet). Шафером на свадьбе был дивизионный генерал Жильбер Башлю. Похоронен у себя на родине. Дом генерала Делора в Арбуа признан историческим памятником в 2006 году.

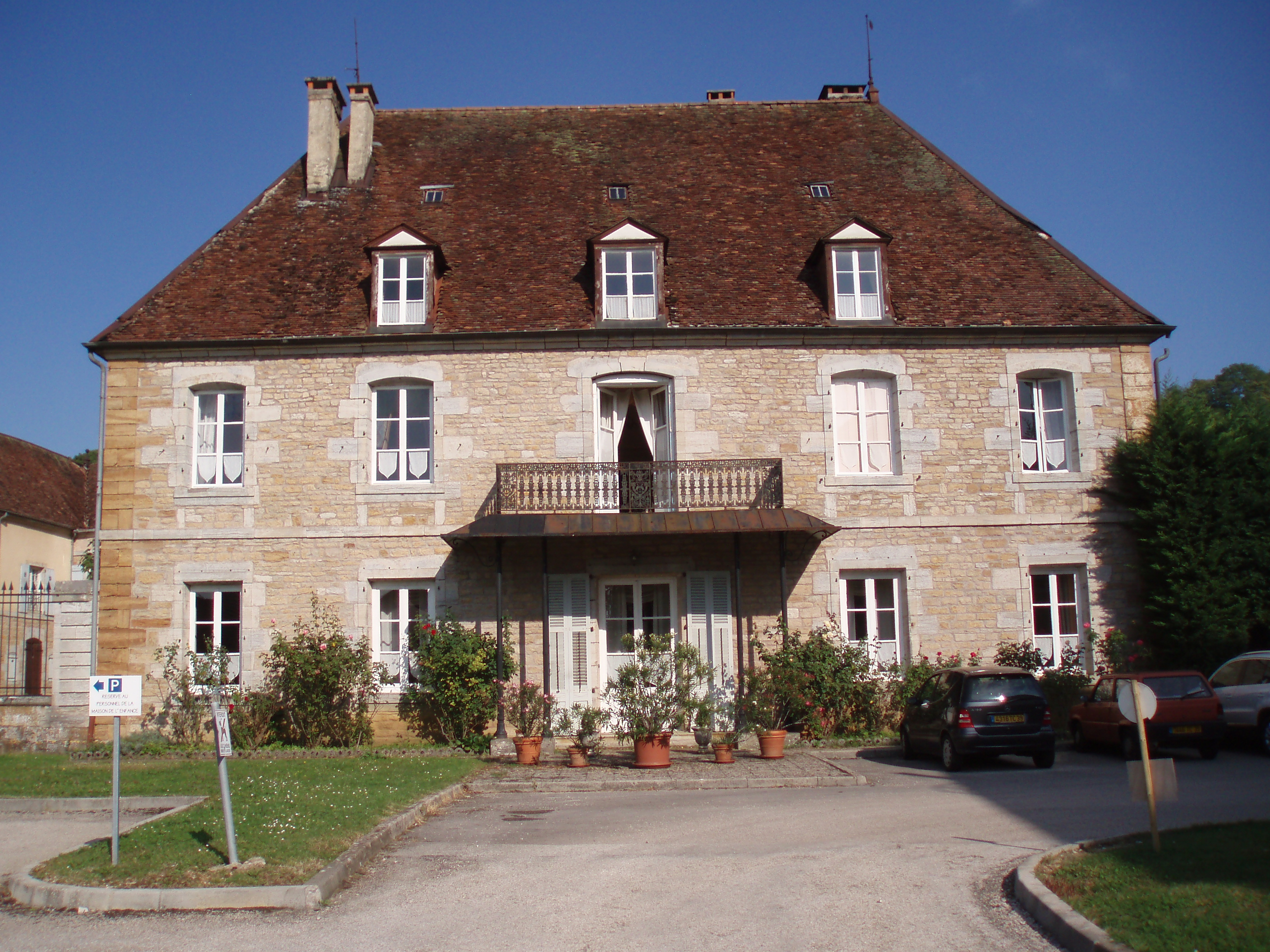
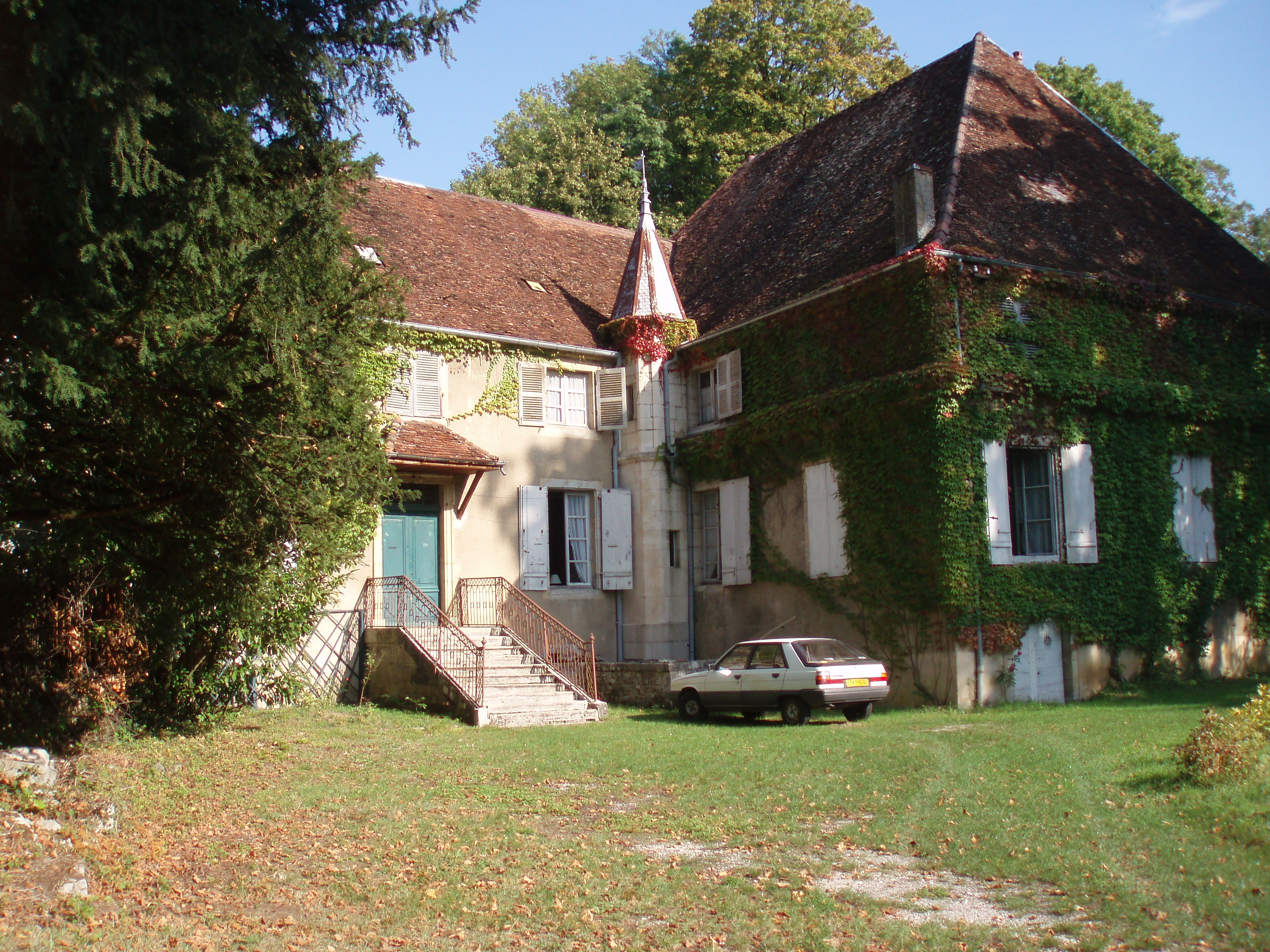

## Воинские звания
- Младший лейтенант (16 июня 1792 года);
- Лейтенант (18 сентября 1792 года);
- Капитан (21 октября 1797 года);
- Командир эскадрона (29 марта 1799 года, утверждён 23 апреля 1799 года);
- Майор (29 октября 1803 года);
- Полковник (8 мая 1806 года);
- Бригадный генерал (21 июля 1811 года);
- Дивизионный генерал (26 февраля 1814 года).

## Титулы
- Шевалье Делор и Империи (фр. Chevalier Delort et de l'Empire; патент подтверждён 30 октября 1810 года);
- Барон Делор и Империи (фр. baron Delort et de l'Empire; декрет от 15 августа 1810 года, патент подтверждён 4 июня 1811 года)[5].

## Награды
Легионер ордена Почётного легиона (25 марта 1804 года)
 Офицер ордена Почётного легиона (10 марта 1810 года)
 Кавалер ордена Железной короны (3 января 1812 года)
 Коммандан ордена Почётного легиона (16 марта 1812 года)
 Кавалер военного ордена Святого Людовика (19 июля 1814 года)
 Великий офицер ордена Почётного легиона (18 октября 1830 года)
 Большой крест ордена Почётного легион (30 мая 1837 года)